# Raphael Zuber
Raphael Zuber (* 5. Juni 1973 in Chur) ist ein Schweizer Architekt.

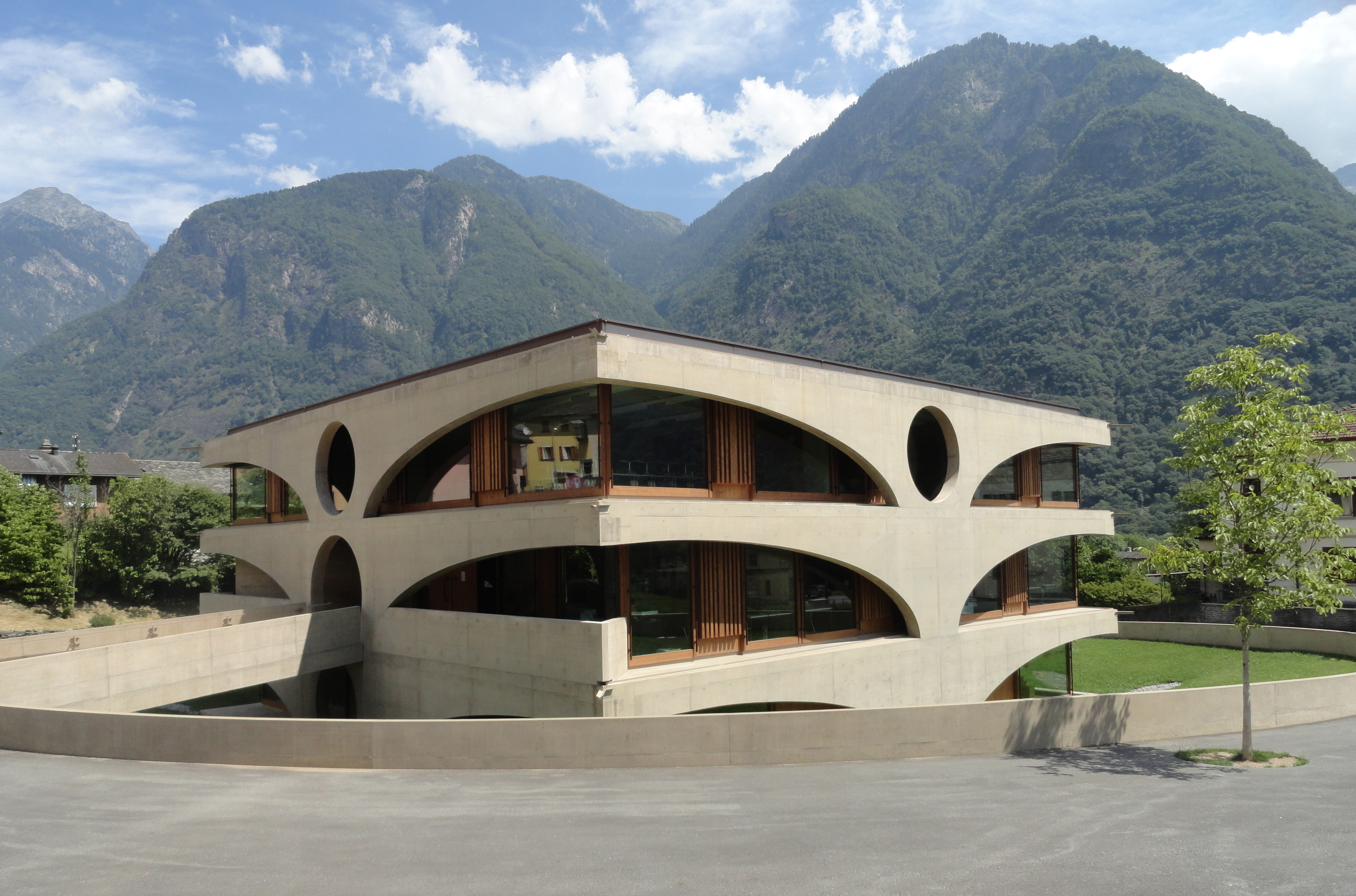
Schulhaus Grono

## Werdegang
Raphael Zuber studierte bis 2001 Architektur an der ETH Zürich und praktizierte bei Valerio Olgiati in Zürich. Nach seinem Diplom gründete er ein Architekturbüro in Chur. Zuber lehrte an der Accademia di Architettura di Mendrisio, der AHO Oslo, der EPF Lausanne, der ETH Zürich, der Porto Academy, der Cornell University Ithaca und aktuell am KIT. Raphael Zuber war 2015 Gastkurator bei OfHouses und wurde 2016 von Alejandro Aravena zur Architekturbiennale Venedig eingeladen, wo er vier seiner letzten Projekte zeigte. 2019 gründete er mit Laura Cristea Pelinu Projects in Bukarest.

## Bauwerke

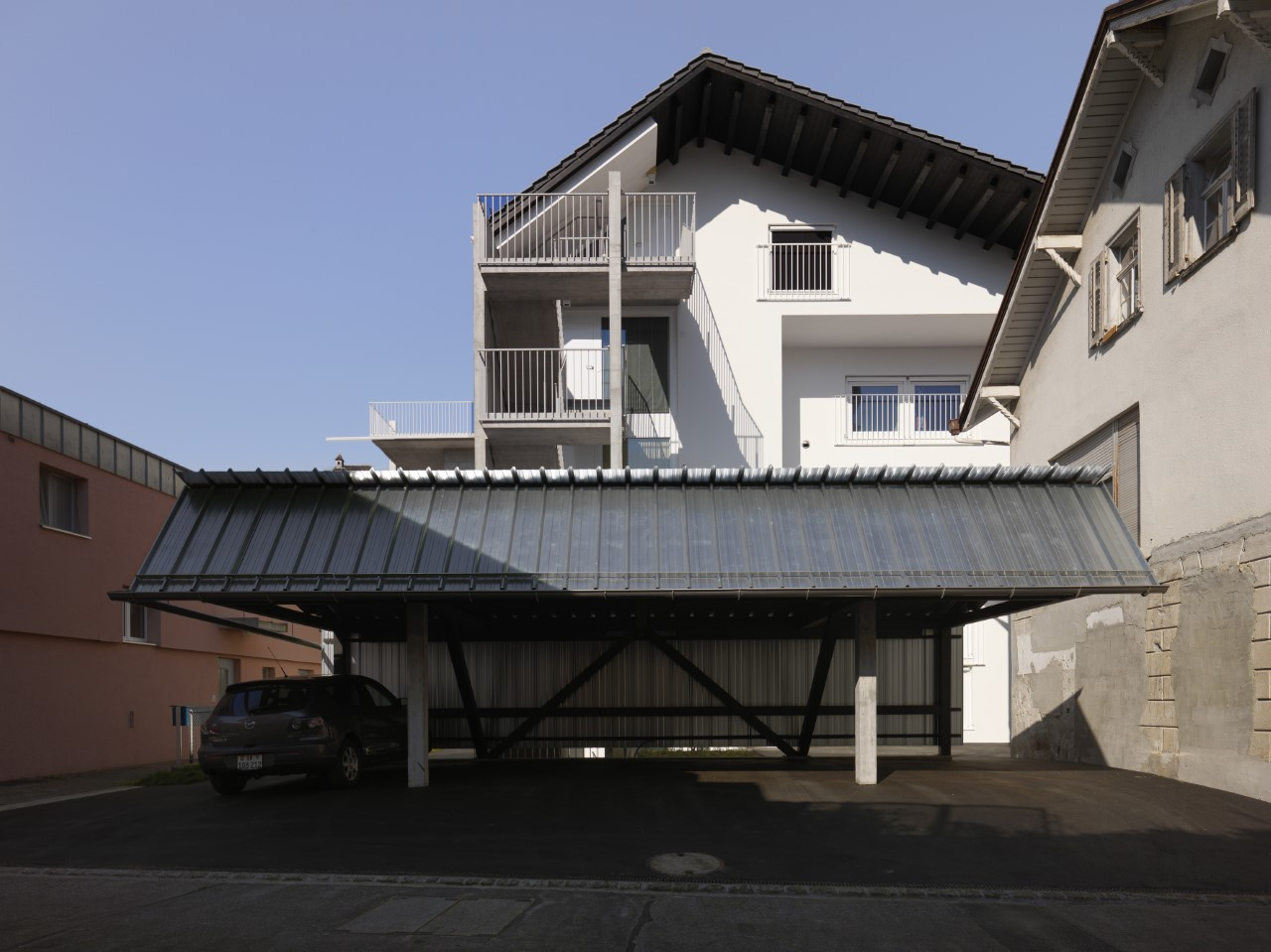
Mehrfamilienhaus Fravi, Domat/Ems

- 2007–11: Schulhaus Grono mit Conzett Bronzini Gartmann[3][4] und Maurus Schifferli[5][6]
- 2005–16: Mehrfamilienhaus, Domat/Ems mit Conzett Bronzini Gartmann
- 2014–16: Inverted House, Hokkaidō mit Oslo School of Architecture and Design und Kengo Kuma and Associates[7]
- 2018–25: House at the Black Sea mit Laura Cristea[8]
- 2018–26: Hallenbad Gossau mit Ferrari Gartmann und Maurus Schifferli[9]
- seit 2024: Colentina Lakes, Bukarest mit Laura Cristea, Maurus Schifferli und Beros Abdul[10]
- seit 2025: Appartamenti primari, San Bernardino

## Preise
- 2012: Architektur- und Ingenieurpreis erdbebensicheres Bauen für Schulhaus Grono
- 2013: Auszeichnung für gute Bauten Graubünden für Schulhaus Grono
- 2014: Nominierung – Swiss Architectural Award
- 2018: Anerkennungspreis der Stadt Chur[11]
- 2022: Nominierung – Swiss Architectural Award

## Bücher
- Important Buildings. Istituto Svizzero di Roma, Kaleidoscope Press, Milano 2010, ISBN 978-88-97185-01-7, Gestaltung: Ludovic Balland
- Important Buildings. A personal choice made by students with Raphael Zuber. Accademia di Architettura di Mendrisio, Juni 2011 ISBN 978-3-033-02464-9[12]
- Raphael Zuber – Four Projects. Pelinu Books, Bukarest 2020[13] ISBN 978-973-0-29819-2